# Dolina Bajdarska
Dolina Bajdarska (ukr. Байдарська долина, ros. Байдарская долина, krymskotat. Baydar uva) – kotlina w Górach Krymskich, 40 km na południowy wschód od Sewastopola.
Jej długość wynosi około 17 km, szerokość 8 km, przepływa przez nią rzeka Czernaja. Dolina jest gęsto zaludniona, porastają ją sady, winnice i plantacje tytoniu. Przebiega przez nią szosa Sewastopol-Jałta, przez przełęcz Bajdarskie Worota.